# ニューオーリンズの斧男
ニューオーリンズの斧男（英: Axeman of New Orleans）は、1918年5月から1919年10月にかけてアメリカ合衆国ルイジアナ州ニューオーリンズおよび近隣のグレトナで連続殺人事件を起こした犯人の通称である。殺人事件で人々が恐怖の絶頂にあった頃の報道では、1911年の同様の殺人事件も斧男の犯行と言及されているが、最近の研究ではこの報道に疑問が投げかけられている。殺人者の正体は判明しておらず、殺人事件は未解決のままである。

## 背景
殺人犯の通称が示す通り、被害者は通常、斧で襲われていた。凶器に使われた斧は被害者自身の所有物だったことが多かった。ほとんどの事件では、住居の裏口のドアのパネルを鑿で取り外し、住人を斧か西洋剃刀で襲った。斧男の犯行は強盗が目的ではなく、被害者の住居から物が持ち去られることはなかった。
斧男の被害者の大部分はイタリア人の移民かイタリア系アメリカ人だった。このことから、多くの人が犯行には民族に関係する目的があったと考えている。多くの報道機関が斧男の犯行のこの側面を扇情的に扱っており、根拠が無いにもかかわらず、マフィアの関与があるという説さえ挙げている。犯罪の専門家の中には、斧男の殺人は性欲と関係があり、斧男はおそらくサディストで、特に女性の標的を探していたという説を出している人もいる。犯罪学者のコリン・ウィルソン (英: Colin Wilson) とデーモン・ウィルソン (英: Damon Wilson) は、斧男は女性を殺害するという目的の障害になるときだけ男性を殺害していたという仮説を立てており、家族の中で女性は殺害されたが男性は殺害されなかった事例がその仮説の根拠となっている。それよりも信頼性に欠ける説に、斧男の殺人の目的はジャズ音楽の促進のためというものがある。これは斧男が送ったとされる手紙に書かれているもので、手紙は1919年3月13日に新聞に掲載された。手紙の中で斧男を称する人物は、3月19日の夜0時15分に再び人を殺害するが、家の中でジャズを演奏していれば殺さずに見逃すという発言をしている。その夜はニューオーリンズの全てのダンスホールが満杯になり、町中の数百の家々で玄人や素人を問わず多くの楽団がジャズを演奏した。結局、その夜に殺人は起こらなかった。

### 斧男と称する人物からの手紙
Hell, March 13, 1919
Esteemed Mortal of New Orleans:The Axeman

They have never caught me and they never will. They have never seen me, for I am invisible, even as the ether that surrounds your earth. I am not a human being, but a spirit and a demon from the hottest hell. I am what you Orleanians and your foolish police call the Axeman.

When I see fit, I shall come and claim other victims. I alone know whom they shall be. I shall leave no clue except my bloody axe, besmeared with blood and brains of he whom I have sent below to keep me company.

If you wish you may tell the police to be careful not to rile me. Of course, I am a reasonable spirit. I take no offense at the way they have conducted their investigations in the past. In fact, they have been so utterly stupid as to not only amuse me, but His Satanic Majesty, Francis Josef, etc. But tell them to beware. Let them not try to discover what I am, for it were better that they were never born than to incur the wrath of the Axeman. I don't think there is any need of such a warning, for I feel sure the police will always dodge me, as they have in the past. They are wise and know how to keep away from all harm.

Undoubtedly, you Orleanians think of me as a most horrible murderer, which I am, but I could be much worse if I wanted to. If I wished, I could pay a visit to your city every night. At will I could slay thousands of your best citizens (and the worst), for I am in close relationship with the Angel of Death.

Now, to be exact, at 12:15 (earthly time) on next Tuesday night, I am going to pass over New Orleans. In my infinite mercy, I am going to make a little proposition to you people. Here it is:

I am very fond of jazz music, and I swear by all the devils in the nether regions that every person shall be spared in whose home a jazz band is in full swing at the time I have just mentioned. If everyone has a jazz band going, well, then, so much the better for you people. One thing is certain and that is that some of your people who do not jazz it out on that specific Tuesday night (if there be any) will get the axe.

Well, as I am cold and crave the warmth of my native Tartarus, and it is about time I leave your earthly home, I will cease my discourse. Hoping that thou wilt publish this, that it may go well with thee, I have been, am and will be the worst spirit that ever existed either in fact or realm of fancy. 

--The Axeman

## 被疑者

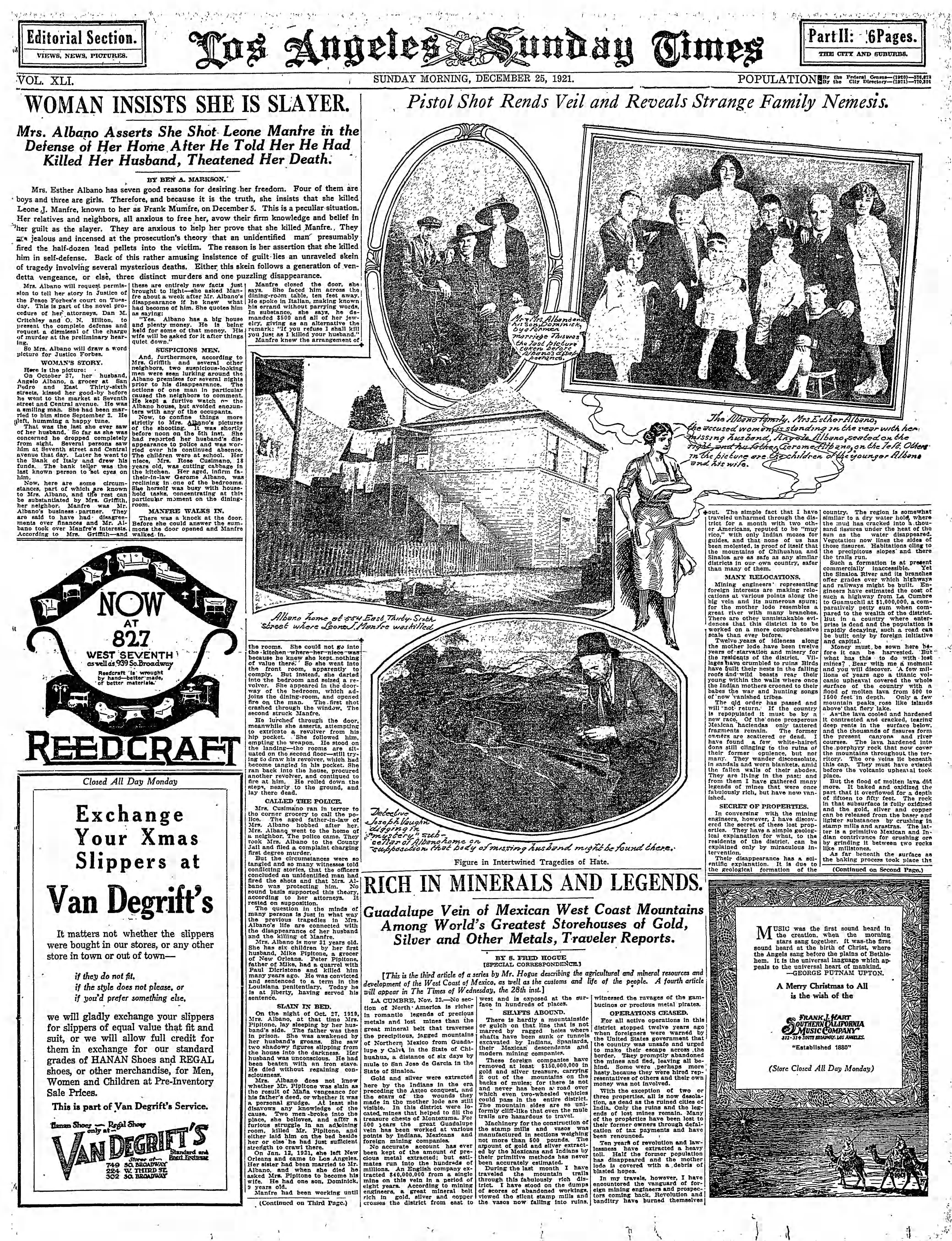
1921年12月のロサンゼルス・タイムズの記事。マンフリーがマイク・ペピートンの未亡人に殺害されたという内容。

犯罪にまつわる著作で知られる著述家のコリン・ウィルソンは、斧男の正体はジョセフ・マンフリー (英: Joseph Momfre) の可能性があると推測している。この人物は1920年12月にロサンゼルスで銃殺された。銃殺した犯人は、斧男の最後の犠牲者として知られるマイク・ピペトーンが残した妻だった。ウィルソンの説は他の犯罪にまつわる書籍やウェブサイトで広く言及されている。しかし、著述家のマイケル・ニュートン (英: Michael Newton) は、ニューオーリンズやロサンゼルスの警察や法廷の記録、新聞を調査したが、「ジョセフ・マンフリー」という名前の男 (または類似の名前の人物) がロサンゼルスで襲われた、または殺害されたというような証拠は発見されなかった。ニュートンはマンフリーを殺害したというペピトーンの妻についても調査した。ペピトーンの妻の名前はエスター・アルバーノ (英: Esther Albano) であるという情報源もあるが、単に「ペピトーンの未亡人と主張する女性」とだけ呼称する情報源もあった。調査の結果、ペピトーンの妻が逮捕された、マンフリー殺害の罪で裁判にかけられた、有罪となった、そもそも実際にカリフォルニアにいたということを裏付ける情報は見つけられなかった。ニュートンは「マンフリー」という姓はこの事件があった当時のニューオーリンズでは稀なものではなかったことに言及している。実際にニューオーリンズにはジョセフ・マンフリーというような名前の人物がいて、その人は犯罪歴があったり、組織犯罪と関係があったりしたのかもしれない。しかし、その時代の地元の記録は、このことを確認できたり、確信的にその人物の身元を特定できたりするほど詳細には書いていない。ウィルソンの説明は都市伝説であり、事件があった当時と比べると、現在は斧男の正体の証拠となるものはこれ以上存在しないという。
斧男の初期の犠牲者と言われているイタリア人のシャンブラ (英: Schiambra) 夫妻は、1912年5月16日の早朝にロウワー・ナインス・ワードにある自宅で侵入した犯人に銃で撃たれた。夫は生き延びたが妻は死亡した。新聞で数回、主要な被疑者は「マンフリー」という名前の人物であると言及された。斧男の普段の手口とは根本的に異なるが、ジョセフ・マンフリーが本当に斧男だとすれば、シャンブラ夫妻も後に連続殺人者となる人物の初期の被害者だったということになる。
学者のリチャード・ワーナー (英: Richard Warner) によれば、この事件の第一の被疑者はフランク・"ドク"・マンフリー (英: Frank "Doc" Mumphrey、1875年 – 1921年) であり、別名としてレオン・ジョセフ・マンフリー (英: Leon Joseph Monfre/Manfre) という名を使っていたという。

## 被害者
1. ジョセフ・マッジオ (英: Joseph Maggio) はイタリア人の食料雑貨商だった。自宅はアッパーライン・ストリートとマグノリア・ストリートの交差点の角にあり、そこで酒場と食料雑貨店を営んでいた。1918年5月22日に妻のキャサリン (英: Catherine) と眠っていたときに自宅で襲われた。犯人は家に押し入り、西洋剃刀で夫婦の喉を切り裂いた。その後、2人の頭を斧で殴打した。真の死因を隠蔽するためと推測されている。ジョセフは犯行後も生きていたが、兄弟のジェイク・マッジオ (英: Jake Maggio) とアンドリュー・マッジオ (英: Andrew Maggio) に発見されてから数分後に死亡した。キャサリンは兄弟が到着する前に死亡しており、喉は深々と切断されて、首がほとんど取れかかっていた[9]。犯行現場のアパートで、警察官が犯人の血塗れの衣服を発見した。犯人は明らかに犯行現場から逃走する前に衣服を綺麗なものに取り替えていた。警察による家屋の完全な捜索は遺体の回収後に行われず、後になって近所の芝生で血塗れの剃刀が発見された[10]。すぐに見つかるところにある金や貴重品が盗まれていなかったため、警察は犯行の目的から強盗を除外した[11]。夫婦の殺害に使用された剃刀は、キャンプ・ストリートで床屋を営んでいたアンドリュー・マッジオのものと判明した。床屋の従業員のエステバン・トレス (英: Esteban Torres) は、夫婦が殺害される2日前にアンドリューがその剃刀を経営する床屋から持ち去っており、刃を研いで欠損を取り除きたがっていたと証言した[9]。アンドリューは犯行現場と隣接する部屋に住んでおり、壁を通じて奇妙なうめくような声を聞いてすぐに被害者の2人を発見した。しかし、それは2人が襲われてから約2時間後のことだった。犯行は早朝に行われたが、アンドリューは夜に開かれた海軍に入る出発前の祝賀会に参加した後に家に帰宅したため、その頃は酔っ払っていた。アンドリューは犯行で生じた音を聞き逃したことで自責の念を覚えていた。しかし、犯人は家に無理に押し入っていたため、警察はアンドリューが侵入者が立てた音を聞き逃したことに驚いた[12]。アンドリューは捜査主任の第一の被疑者となったが、捜査官はアンドリューの供述から虚偽を見出すことができなかった。アンドリューは、殺人が起こる前に住居の近くで人目を忍んでいると思しき見知らぬ男を見たと証言したが、これも虚偽として無視することが出来ず、結局アンドリューを釈放した[13]。
2. キャサリン・マッジオはジョセフ・マッジオの妻であり、詳細は前述の通りである。
3. ルイス・ベスマー (英: Louis Besumer) はドージノイス・ストリートとラハープ・ストリートの交差点の角で食料雑貨店を営んでいた。1918年6月27日早朝、その店の裏手の住居で、愛人のハリエット・ロー (英: Harriet Lowe) と一緒に襲われた。ベスマーは右のこめかみを手斧で殴られ、これにより頭蓋骨を挫傷した可能性がある。ローは左耳より上を叩き切られ、警察が犯行現場に到着したときには意識が無かった。2人は朝の7時に襲われて間もなく、パン屋の配達人で、日常の仕事の配達のためにベスマーの店を訪れたジョン・ザンカ (英: John Zanca) により発見された。ベスマーとローは血だまりの中で発見され、2人の頭から出血していた[14]。手斧はベスマー自身の所有物で、アパートの部屋のトイレで発見された。ベスマーは後に、手斧で殴られたときは眠っていたと証言した[15]。ほぼすぐに、警察は41歳のアフリカ系アメリカ人のルイス・オービコン (英: Lewis Oubicon) を被疑者として逮捕した。オービコンはベスマーが襲われた1週間前にベスマーの店で雇われていた。オービコンが犯人であることを示しうる証拠は存在しなかったが、警察はオービコンを逮捕し、オービコンはベスマーが襲われたときの早朝に自分がどこにいたか、相反する証言をしたと述べた。殺されかけてから間もなく、ローは白人と黒人の混血の男性に襲われたことを思い出したと証言したが、その証言は目が覚めたばかりの状態であることを理由に警察に無視された。強盗が襲撃の目的になりうる唯一の説明であると言われていたが、金や貴重品は夫婦の家から持ち去られていなかった[14]。警察はオービコンの犯行を説明できる十分な証拠を集められなかったため、オービコンは後に釈放された。メディアの関心はすぐにベスマー自身に向けられた。ドイツ語やロシア語、イディッシュ語で書かれた複数の手紙が自宅のトランクから発見されたためである。警察はベスマーがドイツのスパイではないかと疑い、政府当局はスパイの可能性を探るための全面的な調査を始めた。数週間後、ハリエット・ローは意識と無意識の狭間をさまよった後、警察にベスマーはドイツのスパイだと思うと語った。これによりベスマーは即座に逮捕された。2日後にベスマーは釈放され、事件を担当していた2名の捜査主任が仕事の失敗を理由に降格された。1918年8月に、外科手術に失敗して死の縁にあったハリエット・ローが、手斧で自分に襲いかかってきたのはベスマーであると発言した後、ベスマーは再び逮捕された。ベスマーは殺人の罪に問われ、9ヶ月間刑務所で過ごし、1919年5月1日に陪審が10分間審議を行った後に無罪を言い渡された[15]。
4. ハリエット・ローはルイス・ベスマーとともにベッドで襲われた。前述の通り、左耳より上を叩き切られ、意識がない状態になり、慈善病院に急いで搬送された[14]。ローは襲われたことやルイス・ベスマーの性格について、スキャンダラスなうえにしばしば誤った発言をし続けたため、メディアの仰々しい報道の中心に置かれた。その証言の一部は前述の通りである。タイムズ＝ピカユーンはローがベスマーの妻ではなく愛人であることを明らかにした際に、ローとその無遠慮な性格を扇情的に報じた。慈善病院の情報筋がそのスキャンダルを発見したのは、ベスマーが「ハリエット・ロー夫人」の部屋の場所を聞いたときに、そのような名前の女性患者はいないと入るのを拒まれてしまったためである。ベスマーの法律上の妻はその情報が明らかになってすぐにシンシナティから到着し、これによりさらに劇的な事態が発生した[16]。ローは度々、ニューオーリンズの警察の捜査主任が嫌いであり、警察の質問に応じたくないと表明して、さらにメディアの関心を集めた。ローの婚姻の状況の真実が公にされると、ローはタイムズ＝ピカユーンの記者に、もう警察の捜査に協力しないつもりであり、ムーニー (英: Mooney) 主任が最初にスキャンダルを報道機関に伝えたのではないかと疑っていると発言した[17]。このような不祥事や、ベスマーがドイツのスパイであるという発言があったにもかかわらず、ローは自宅に戻り、犯人に襲われてからの数週間をベスマーと一緒に暮らした。襲われたときに受けた傷が重く、ローの顔の半分は部分的に麻痺していた[18]。この顔面の麻痺を治そうとして医師から外科手術を受けたが、その2日後の1918年8月5日にローは死亡した。死の間際に、ローは自分を襲ったのはルイス・ベスマーではないかと疑っていると当局に伝えた[15]。
5. アンナ・シュナイダー (英: Anna Schneider) はエルミラ・ストリートに住んでいた。1918年8月5日の夕方、28歳で妊娠8ヶ月のシュナイダーは目を覚まし、黒い人影が自分を見下ろし、繰り返し斧で顔を殴打するのを目にした。頭皮が切り裂かれ、顔は完全に血に塗れた。シュナイダーは夜0時過ぎに仕事から遅く帰ってきた夫のエド・シュナイダー (英: Ed Schneider) により発見された[19]。シュナイダーは襲われたことについて何も覚えていないと主張した。事件から2日後に健康な女の子を産んだ。夫は財布にあった6・7ドルを除けば盗まれたものはないと証言した。アパートの窓とドアはこじ開けられたようには見えず、当局はシュナイダーは近くのテーブルにあったランプで襲われた可能性が高いという結論に至った。シュナイダーが発見されて間もなく、警察によれば前科者であるというジェームズ・グリーソン (英: James Gleason) が逮捕された。グリーソンは全く証拠がないことを理由に後に釈放された。グリーソンは最初に当局から逃げたのは、何度も逮捕されたことがあったためであると述べた。捜査主任はこの襲撃事件は以前のベスマーとマッジオの事件と関係があるとする推測を公にし始めた[20]。
6. ジョセフ・ロマーノ (英: Joseph Romano) は老人で、姪のポーリーン・ブルーノ (英: Pauline Bruno) とメアリー・ブルーノ (英: Mary Bruno) の2人と一緒に暮らしていた。1918年8月10日、ポーリーンとメアリーはロマーノが居住する隣の部屋からの騒ぎを聞きつけて目を覚ました。部屋に入ってすぐに、2人はロマーノが頭にひどい殴打を受けていることに気がついた。頭には2つの切り裂かれた傷ができていた。2人が来ると暴漢は現場から逃走したが、2人は犯人が黒い肌をした大柄な男であることと分かった。犯人は黒いスーツとスローチハットを身につけていた。ロマーノは重症だったが、救急車が来ると救急車へ歩いて向かうことができた。しかし、2日後に頭部への重度の外傷が原因で死亡した。家は荒らされていたが、ロマーノから盗まれたものは無かった。当局は血塗れの斧を裏庭で発見し、裏口のドアのパネルが鑿で外されているのを見つけた。ロマーノが殺された事件により、ニューオーリンズは大混乱に陥り、そこに住む住人たちは斧男の襲撃に怯え続けた。近隣で斧男が潜んでいるという通報が警察に殺到した。裏庭で斧を発見したという通報さえも少数あった[15]。引退したイタリア人の刑事のジョン・ダントニオ (英: John Dantonio) は、斧男事件の犯人は1911年に数名を殺害した犯人でもあるとする仮説を発表した。ダントニオは、これらの犯罪が同一人物によるものと推測する理由として、2件の他殺の手法の共通点を引き合いに出した。ダントニオは、動機なく人を殺す斧男は二重人格の持ち主であると述べた。この種の人は、普段は法を守る普通の市民だが、しばしば抑えられない殺人の衝動に駆られるという二面性がある可能性が高いという。ダントニオは後に犯人を現実世界の「ジキル博士とハイド氏」と表現した[21]。
7. チャールズ・コーティミグリア (英: Charles Cortimiglia) は移民であり、ニューオーリンズからミシシッピ川を挟んだところにあるグレトナの、ジェファーソン・アベニューとセカンド・ストリートの交差点の角で、妻のロージー (英: Rosie) と幼い娘のメアリー (英: Mary) とともに暮らしていた。1919年3月10日の夜、コーティミグリアの家から絶叫が響き渡った。食料雑貨商のイオーランド・ジョルダーノ (英: Iorlando Jordano) は確認のために通りを渡ってその家に駆け込んだ。到着してすぐ、ジョルダーノは一家は侵入してきた謎の人物により襲われたことを認識した。ロージーは頭に重症を負って戸口に立ちすくみ、息絶えた娘を抱いていた。チャールズは床に倒れており、夥しい量の血を流していた。夫婦は慈善病院に急いで搬送され、そこで2人とも頭蓋骨を挫傷していたことが判明した。家から盗まれたものは無かったが、裏口のドアのパネルが鑿で取り外されており、血塗れの斧が家の裏の玄関で発見された。チャールズは2日後に病院を退院したが、妻は医師の治療が必要な状態のままだった。ロージーは意識を完全に取り戻してすぐ、イオーランド・ジョルダーノとその18歳の息子のフランク (英: Frank) が襲ってきた犯人であると主張した。イオーランドは69歳で、犯行を行うには余りにも健康を損なっていた。フランクは身長180cm以上、体重は90kgを超え、裏口のドアのパネルを取り外した所を通るには体格が大きすぎた。チャールズは熱心に妻の主張を否定したが、警察は2人を逮捕し、殺人の容疑で起訴した。2人は有罪を宣告され、フランクは絞首刑、イオーランドは終身刑を言い渡された。裁判の後、チャールズは妻と離婚した。約1年後、ロージーは嫉妬や恨みから2人に対して虚偽の告発したと表明した。2人の殺人の証拠はロージーの証言だけだったため、間もなく2人は刑務所から釈放された[22]。
8. ロージー・コーティミグリアは移民の労働者のチャールズの妻だった。1919年3月10日、娘を腕に抱いて眠っていたときに、夫とともに犯人に襲われた。重症を負ったものの、命は助かった[22]。
9. メアリー・コーティミグリアはチャールズとロージーの2歳の娘だった。1919年3月10日、母親の腕の中で眠っていたときに両親とともに犯人に襲われ、首の後ろに斧の一撃を受けて死亡した[22]。
10. スティーヴ・ボーカ (英: Steve Boca) は食料雑貨商で、1919年8月10日、斧を持った侵入者に寝室で眠っているところを襲われた。ボーカは目を覚まし、黒い人影がベッドを覗き込んでいるのを見た。意識を取り戻してすぐ、ボーカは侵入者について調べるために通りへ駆け込み、そのときに自分の頭が割れていることに気がついた。ボーカは近所に住むフランク・ゲヌーサ (英: Frank Genusa) の家へ走っていき、そこで意識を失って倒れた。家から盗まれたものは無かったが、再び裏口のドアのパネルが鑿で外されていた。ボーカは負傷から回復したが、外傷についての詳細は思い出せなかった。この事件は斧男と称する人物からの有名な手紙が送られた後のことである[23]。
11. サラ・ローマン (英: Sarah Laumann) は一人暮らしの19歳の女性で、1919年9月3日の夜に襲われた。ローマンの様子を見に来た近隣住民たちは、ローマンの返答が無かったため、そのアパートに押し入った。すると、ローマンはベッドの上で意識を失っていた。頭部に重症を負っており、歯が数本無くなっていた。犯人はアパートの開いた窓から侵入し、鈍器でローマンに襲いかかった。血塗れの斧が建物の前の芝生から見つかった。ローマンは負傷から回復したが、襲われたときの詳細については思い出せなかった[23]。
12. マイク・ペピトーン (英: Mike Pepitone) は6人の子供の父親で、1919年10月27日の夜に襲われた。妻が物音で目覚め、寝室のドアに辿り着くと、ちょうど斧を持った大きな体格の男が現場から逃げるところだった。マイク・ペピトーンは頭を殴打され、自分の血で血塗れだった。血の飛沫は部屋の大部分に飛び散り、聖母マリアの絵にまで血がついていた。妻は殺人者の特徴を説明することができなかった。ペピトーンの殺害が斧男の最後の犯行と言われている[23]。

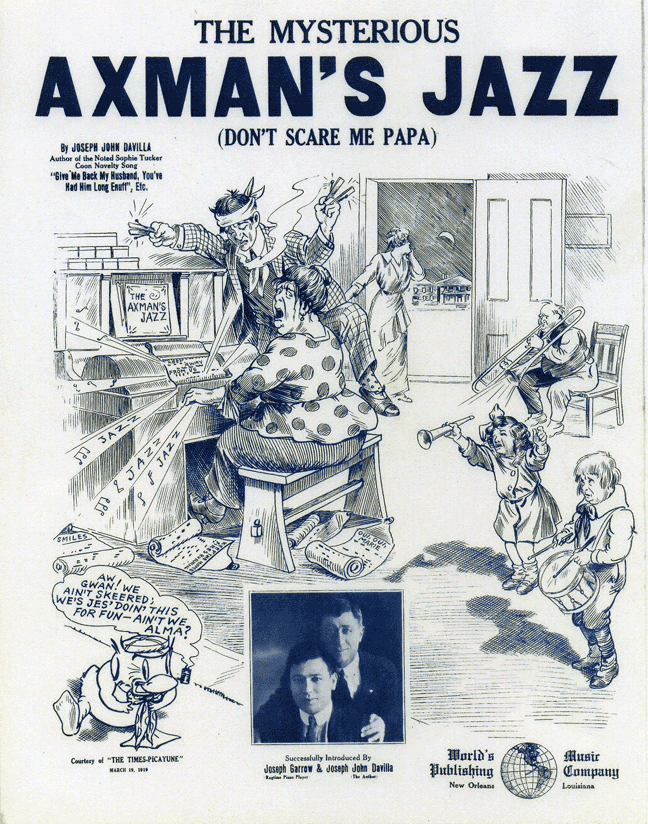
1919年のシートミュージックのカバー。

## 大衆文化への影響
- 1919年、地元の作曲家のジョセフ・ジョン・ダヴィラ (英: Joseph John Davilla) はThe Mysterious Axman's Jazz (Don't Scare Me Papa)という楽曲を制作した。 ニューオーリンズを本拠地に置くワールズ・ミュージック・パブリッシング・カンパニー (英: World's Music Publishing Company) によって発行され、カバーには怖がった顔をした家族が音楽を演奏する様子が描かれた。
- 1945年の書籍Gumbo Ya-Ya, A Collection of Louisiana Folk Talesには"Axeman's Jazz"と題された斧男についての章がある。これにより、改めて斧男に対して関心を抱く人が現れた。その書籍には1919年のシートミュージックのカバーが複写されている。
- オーストラリアのロックバンドのBeasts of Bourbon（英語版）は1984年にThe Axeman's Jazzという題名のアルバムを出している。
- 作家のジュリー・スミス（英語版）は1991年にThe Axeman's Jazzという題名の小説を出し、斧男事件を小説化した。
- 1997年に出版されたポピー・Z・ブライト（英語版）の短編Mussolini and the Axeman's Jazzも斧男の犯行を元にしている。
- チャック・パラニュークの2005年の小説"Haunted（英語版）"には、斧男事件を元とした短編が収められている。
- ラスヴェガスのプログレッシブ・ロックバンドのOne Ton Projectが2007年に制作した楽曲Deathjazzは斧男の話と類似している。
- タイムズ＝ピカユーンに送られた斧男と称する人物の手紙の文章が、Fila Brazillia（英語版）の楽曲Tunstall and Californian Haddockの冒頭で引用されている。
- クリストファー・ファーンズワース（英語版）の2012年の小説Red, White, and Bloodではブギーマンと呼ばれる人殺しの悪霊が中心的なキャラクターであり、その悪霊は歴史を通じて数多くの人の体に憑依した。その中に斧男も含まれる[24]。
- レイ・セレスティンの2014年の小説The Axeman's Jazzは斧男事件を小説化したものである[25]。
- テレビドラマ『アメリカン・ホラー・ストーリー』の第3期は"The Axeman Cometh"というエピソードから始まる。斧男をダニー・ヒューストンが演じる。
- テレビドラマ『オリジナルズ』の第3期第5話と第4期第6話は斧男事件を元にしている。
- 斧男はアンソロジーThe Eggの第1話であるヒルドレッド・レックスの短編"A Slinking Agent of the Devil (at 3AM)"にも登場する。
- ポッドキャストの犯罪を扱う番組My Favorite Murder（英語版）では第60回に"Jazz It"と題して斧男について特集した[26]。
- ポッドキャストの番組Stuff You Missed In History Classは2部にかけて斧男について特集し、1918年より前から犯行は始まっていたという見解について扱った[27]。
- 犯罪について扱うポッドキャストの番組Unsolved Murdersは3部にかけて斧男について特集し、最後に出演者は犯人は誰かという謎についての見解を述べた[28]。
- 超常現象と犯罪について扱うポッドキャストの番組And That's Why We Drinkは第39回に"A Girl Named German and La La Land 1 1/2"と題して斧男について特集した。
- ドイツのダークメタルバンドのEisregen（ドイツ語版）は13番目のアルバムに、斧男を元にした"Axtmann"という題名の曲を収録した[29]。
- 未解決事件と超自然について探求するYouTubeの番組BuzzFeed Unsolved（英語版）は、第2期第1話で"The Terrifying Axeman of New Orleans"と題して斧男について特集した[30]。